# Wet: The Sexy Empire
Wet: The Sexy Empire (international veröffentlicht als Lula: The Sexy Empire) ist eine von Interactive Strip entwickelte und 1998 von cdv veröffentlichte erotische Wirtschaftssimulation.

## Spielprinzip
Das Spiel ist eine erotische Wirtschaftssimulation in einem Comicstil. Der Spieler muss am Anfang mit Hilfe von Lula eine Firma gründen, die Pornofilme herstellt und vertreibt. Später muss er versuchen, eine Kette von Sexshops aufzubauen. Später im Spiel kann man nach Las Vegas ziehen und dort ein großes Pornoimperium aufbauen.

## Veröffentlichung
Es wurde 1997 von Interactive Strip (nun Redfire Software) und CDV für Amiga und Microsoft Windows entwickelt. Die Vermarktung außerhalb Deutschland, Schweiz, Österreich wurde von Take 2 Interactive übernommen und 1998 für den Windows und AmigaOS veröffentlicht. International brachte Take-Two Interactive das Spiel raus. Die Charakterdesigns stammen vom deutschen Comiczeichner Carsten Wieland.
Im Oktober 2015 wurde das Spiel über die Vertriebsplattform GOG.com als digitaler Download wiederveröffentlicht.

## Rezeption
Das Spiel erhielt insgesamt schlechte Kritiken. Das Magazin PC Player gab dem Spiel eine Bewertung von 1/5 Punkten. Power Play hat dem Spiel 21 % gegeben.
Wet: The Sexy Empire zählt zu den wenigen Titeln, die vom amerikanischen Entertainment Software Rating Board die Altersklassifkation „Adults Only“ (AO) erhielt (Stand 1994–2012: 30 von 22.000 Prüfungen). Dadurch wurde das Spiel in den USA von den meisten Computerspielhändlern und Kaufhausketten nicht ins Sortiment aufgenommen.
Wet: The Sexy Empire bildete den Auftakt zu einer Reihe weiterer Spiele und Ableger. 1998 wurde ein Tamagotchi-Ableger namens Lula Inside veröffentlicht, 1999 kam mit Wet Attack: The Empire Cums Back ein Nachfolgetitel auf den Markt.